# جارد بورتون
جارد بورتون (بالإنجليزية: Jared Burton)‏ هو لاعب كرة قاعدة أمريكي، ولد في 2 يونيو 1981 في وستمنستر في الولايات المتحدة.

## وصلات خارجية
- جارد بورتون على موقع دوري كرة القاعدة الرئيسي (الإنجليزية)
- جارد بورتون على موقعبيزبول رفرنس.كوم (الدوري الرئيسي) (الإنجليزية)
- جارد بورتون على موقعبيزبول رفرنس.كوم (الدوري الثانوي) (الإنجليزية)
- جارد بورتون على موقع إي إس بي إن.كوم (أم.أل.بي) (الإنجليزية)
- جارد بورتون على موقع مشجعي الرسوم البيانية (الإنجليزية)